# Всеобщие выборы в Палау (2016)
Всеобщие выборы в Республике Палау проходили 1 ноября 2016 года. На них избирались президент и депутаты Национального Конгресса Палау.

## Избирательная система
Президент республики избирается абсолютным большинством голосов.
16 членов Палаты депутатов избираются по одномандатным округам, соответствующим штатам Палау по системе относительного большинства. Члены верхней палаты парламента Сената избираются в едином национальном избирательном округе голосованием по списку. Каждый избиратель имеет 11 голосов, которые он может отдать кандидатам из общего списка. Число сенаторов было снижено в 2016 году с 13 до 11.

## Президентские выборы
Президент Палау Томас Ременгесау баллотировался в кандидаты для переизбрания. Соперником был его сводный брат сенатор Сурангел Уиппс-младший.
Согласно предварительным результатам 2 ноября Уиппс с 1 832 голосами опережал Ременгесау, у которого к этому времени было 1 667 голосов. Однако уже 4 ноября Ременгесау обгонял соперника на 78 голосов (4 108 голосов против 4 030).
10 ноября 2016 года было объявлено, что Ременгесау переизбран президентом, опередив Уиппса на 255 голосов.